# Habešská kočka
Habešská kočka patří ke krátkosrstým kočkám a pochází pravděpodobně z Etiopie (kdysi Habeš) a patří tudíž mezi nejstarší známá plemena koček.
Na základě genetického výzkumu pocházejí habešské kočky z Dálného východu, odkud byly později převezeny jako „kočičí suvenýry“ do Anglie, kde začalo často docházet k jejich páření s menšími divokými kočkami pocházejícími z Anglie (Felis silvestris silvestris a Felis silvestris grampia).[zdroj?]
Plemeno je uznáváno všemi velkými mezinárodními chovatelskými organizacemi (FIFe, CFA, TICA).

## Dějiny chovu habešských koček

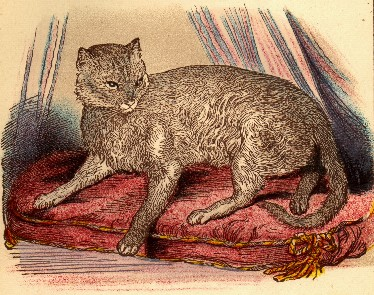

Jejím předkem je pravděpodobně divoká africká kočka, přebývající na území Habeše, dnešní Etiopie. V 60. letech 19. století britští vojáci dovezli tuto kočku z Etiopie do Velké Británie, kde ji začali šlechtit. První záznamy o chovu habešských koček pocházejí z roku 1896. Do roku 1905 bylo evidováno 12 záznamů, z nichž 6 z registrovaných zvířat mělo některého z rodičů neznámého. Až v roce 1929 existoval dostatečný počet jedinců na to, aby se mohl založit první Abyssinian Cat Club a mohl se sestavit první standard.
Dvě světové války napáchaly značné škody na chovu všech plemen a chov habešských koček nebyl v žádném případě výjimkou, spíše naopak. Už po první světové válce byla chovatelská základna zdemolovaná, zrušená a kočičí jedinci zabiti; po druhé světové válce žilo už jen několik chovných jedinců a mezi chovatele začala pronikat panika a strach o případné vymizení posledních chovných jedinců.[zdroj?] Opravdový zájem o habešské kočky přišel v 50. letech 20. století, kdy se začaly stávat známými a oblíbenými domácími mazlíčky.
V 70. letech 20. století utrpěl velké rány chov habešských koček ve Spojených státech amerických. Zmenšující se počet chovných zvířat způsobil výskyt rozličných genetických nemocí a postižení, např. postižení obličeje, ale i postižení zubů a dásní.[zdroj?] Proto nakonec organizace CFA (The Cat Fanciers' Association, Inc.) z obavy o přežití chovných zvířat povolila křížení s cizí krví, aby tak zachránila plemeno před vyhubením. Dnes už jsou na tom habešské kočky několikanásobně lépe a jejich chov se rozšířil téměř do celého světa. Je dnes také přísně zakázáno křížení s jinými, i příbuznými plemeny (např. s příbuznou somálskou kočkou).[zdroj?]

### Název
Odborníci si na přelomu 19. a 20. století často lámali hlavu nad správným pojmenováním nového a neobvyklého plemene. Někteří poukazovali na podobnost kočky hlavně se srstí králíka divokého, což vedlo v USA k takovým vtipným pojmenováním jako „bunny cats“ (zaječí kočky) či „rabbit cats“ (králičí kočky).[zdroj?]
V Česku se obvykle používá termín „Habešská kočka“. Občas se u nás objeví i název „Abesínská kočka“ (z anglického Abyssinian cat), ale tento termín se používá hlavně na Slovensku.

## Vzhled

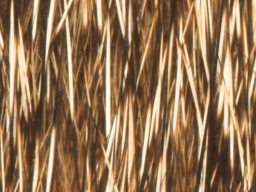
Přiblížený pohled na srst habešské kočky, na které jsou zřetelné střídající se světle a tmavě proužky na jednotlivých chlupech

Habešské kočky jsou charakteristické především nezaměnitelným zbarvením srsti. Charakteristickým znakem je jejich kresba, tzv. ticking. Tato kresba spočívá ve zvláštním zbarvení chlupů a prvně byla definována v chovatelských kruzích králíků.[zdroj?] Každý chlup obsahuje dva až tři proužky. Světlé proužky se střídají s tmavými a dávají kočce její typický přírodní vzhled. Je to zjevné především u jedinců s tradiční barvou sorrel a divokým zbarvením (barva podobná barvě divokého králíka).
Habešské kočky jsou středně velké, temperamentní a mrštné kočky. Mají dlouhé, štíhlé končetiny s oválnými tlapkami. Ocas je u zdravé kočky dlouhý, široký v místě, kde vyrůstá, sbíhající se do špičky. Měl by ladit s tělem kočky. Jejich nos je rovný a středně dlouhý. Přechod od čela na čumák je naznačen slabě. Mají poměrně velké uši, postavené vzhůru, s širokým základem a zakulacenými konci a „šošolkou“ chlupů.
Mají kulatou hlavu klínovitého tvaru, velké, daleko od sebe posazené uši a dlouhý krk. Výrazné a krásné oči mandlového tvaru mohou mít jantarovo-žlutou, zelenou nebo oříškovou barvu. Obočí mají habešské kočky tmavé. Uznaná barva srsti je hnědočerná, modrá, čokoládová, stříbrná lila, žlutohnědá, červená, krémová, občas, ale velmi vzácně se může několik barev střídat. Bílá barva se toleruje jen na bradě a nozdrách.

## Temperament
Toto plemeno je temperamentní, zvědavé a hravé. Kočky z tohoto plemene jsou sebevědomé, nesmírně aktivní a neúnavně běhají, skáčou a šplhají. Jejich šplhací vášeň by měla být dostatečně uspokojena různými odpočívadly či různými jinými vysokými atrakcemi určenými pro kočky. Jinak si kočka najde náhradu, kterou bude nevyhnutelně nábytek, záclony, lampy a podobně. Od rána do večera zaměstnaní lidé by si měli uvědomit, že aktivní, nudící se habešské kočky si začnou vyžadovat velkou pozornost, protože nejsou rády samy, ale naopak - vyhledávají společnost. Jsou to kočky nehlučné, které velice potěší nějaký tělesný kontakt.

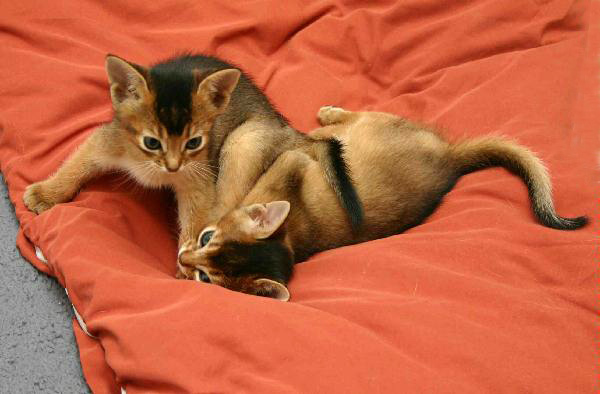
Hrající si koťata

Někteří jedinci tohoto elegantního plemena se snadno naučí otevřít dveře, aportovat menší předměty, rády se učí různým kouskům. Tomuto plemenu také většinou nevadí cestování.

## Péče
Srst této aktivní kočky nevyžaduje velkou starostlivost. Stačí ji přečesat kartáčem jednou za týden. Někteří chovatelé vyčesávají kočky kartáčem s krátkými štětinami, jiní dávají přednost hřebenu s jemnými zuby, případně hladí srst vlhkýma rukama proti směru růstu a poté ji uhladí ve směru růstu. Tím odpadnou odumřelé chlupy.
Podceňovat by se v žádném případě neměla návštěva veterináře, zvlášť kvůli kočičím zubům a dásním, protože habešské kočky jsou náchylné na záněty a tvoří se u nich často zubní kámen. Nevhodné je také nechávat kočku o příliš velkém hladu, jelikož se nebojí si něco k snědku sehnat i na kuchyňské lince, případně ve špatně dovřené komoře, což rozhodně není příjemná záležitost. Zároveň bychom neměli ani habešské kočky překrmovat, převážně masem v konzervách. Proto se doporučuje max. 1 plechovka s masem, nejlépe je, podávat ji po čtvrtinách.[zdroj?]